# Tirreno-Adriático 1997
La XXXII edición del Tirreno-Adriático se disputó entre el 12 y el 19 de marzo de 1997 con un recorrido de 1.163 kilómetros con salida en Sorrento y llegada a San Benedetto del Tronto. El ganador de la carrera fue el italiano Roberto Petito del Saeco.

## Etapas
| Etapa   | Fecha       | Recorrido                      | km    | Ganador           | Líder               |
| ------- | ----------- | ------------------------------ | ----- | ----------------- | ------------------- |
| Prólogo | 12 de marzo | Sorrento - Sorrento (CRI)      | 4,0   | Rolf Sørensen     | Rolf Sørensen       |
| 1ª      | 13 de marzo | Sorrento - Venafro             | 192,0 | Endrio Leoni      | Rolf Sørensen       |
| 2ª      | 14 de marzo | Venafro - Pescasseroli         | 131,0 | Davide Casarotto  | Roberto Petito      |
| 3ª      | 15 de marzo | Pescasseroli - Narni           | 213,0 | Michele Bartoli   | Roberto Petito      |
| 4ª      | 16 de marzo | Terni - Circuito delle Marmore | 117,0 | Giovanni Lombardi | Roberto Petito      |
| 5ª      | 17 de marzo | Ferentillo - Corinaldo         | 187,0 | Andrea Ferrigato  | Gianluca Pianegonda |
| 6ª      | 18 de marzo | Monte Urano - Montegranaro     | 160,0 | Dmitri Konyshev   | Roberto Petito      |
| 7ª      | 19 de marzo | Grottammare - S.B del Tronto   | 159,0 | Mario Traversoni  | Roberto Petito      |

## Clasificaciones finales

### General
| Posición | Ciclista             | Equipo             | Tiempo      |
| -------- | -------------------- | ------------------ | ----------- |
| 1        | Roberto Petito       | Saeco              | 28h 20' 26" |
| 2        | Gianluca Pianegonda  | Mapei              | + 9"        |
| 3        | Beat Zberg           | Mercatone Uno-Wega | + 15"       |
| 4        | Massimiliano Gentili | Cantina Tollo      | + 26"       |
| 5        | Davide Casarotto     | Scrigno-Gaerne     | + 27"       |
| 6        | Vassili Davidenko    | Kross-Selle Italia | + 51"       |
| 7        | Massimo Donati       | Saeco              | + 1' 28"    |
| 8        | Michele Bartoli      | Maglificio MG      | + 2' 47"    |
| 9        | Francesco Casagrande | Saeco              | + 3' 03"    |
| 10       | Rodolfo Massi        | Casino             | + 3' 06"    |